# 蓮花島
莲花岛是位於中華人民共和國江蘇省蘇州市陽澄湖中的島嶼，因岛的形状類似莲花，所以得名蓮花島。莲花岛面积为3.49平方千米。东、南、西分别与昆山市巴城镇、蘇州工業園區唯亭镇、泗泾主岛美人腿半岛隔湖相望；北面凭借湖中堤岸及石桥与湘石路相接。
岛中央有名為莲花垛港的河流连通阳澄湖中湖与东湖，岛上居民以捕魚为业。2011年4月，蓮花島被江苏省旅游局批准为四星级乡村旅游區（點）。2013年12月5日，被江苏省旅游局、江苏省环境保护厅批准为江苏省省级生态旅游示范区。